# Nellie Spindler
Nellie Spindler, née à Wakefield en Angleterre, le 10 août 1891 et morte, le 21 août 1917 à Brandhoek (Poperinge) en Belgique, est une infirmière britannique du  Queen Alexandra's Imperial Military Nursing Service qui fut tuée lors de la bataille de Passchendaele. Elle est la seule femme enterrée au cimetière militaire de Lijssenthoek (en) parmi plus de 10 000 sépultures. Nellie Spindler tricha sur son âge pour pouvoir être affectée au front.

## Éléments biographiques
Elle est née le 10 août 1891 à Wakefield dans le West Yorkshire au Nord de l'Angleterre, d'un père qui y est inspecteur de police, Georges Kealey Spindler et de Elizabeth Snowdon. Nellie est l'ainée d'une fratrie qui compte 3 autres enfants : Lillie (°~1896), Georges Edward (°~1902) et May (°~1904). Vers 1910-1911, elle s'oriente vers une carrière d'infirmière, malgré les récriminations paternelles qui n'en veulent rien entendre, et débute son apprentissage « sur le tas » en travaillant au sein du City of Wakefield Fever Hospital pendant deux années. Après un bref passage à la Barnes Nursing home à Scarborough, elle intègre, en 1912, la Medical Training Township Infirmary à Leeds en tant qu'infirmière-stagiaire où elle poursuit ses études en continuant d'apprendre l'anatomie, la physiologie ou encore les principes des soins infirmiers. Nellie Spindler était très populaire lors de ses études et attirait naturellement la sympathie. Catholique romaine, elle aimait visiter les églises.

### La Grande-Bretagne entre en guerre

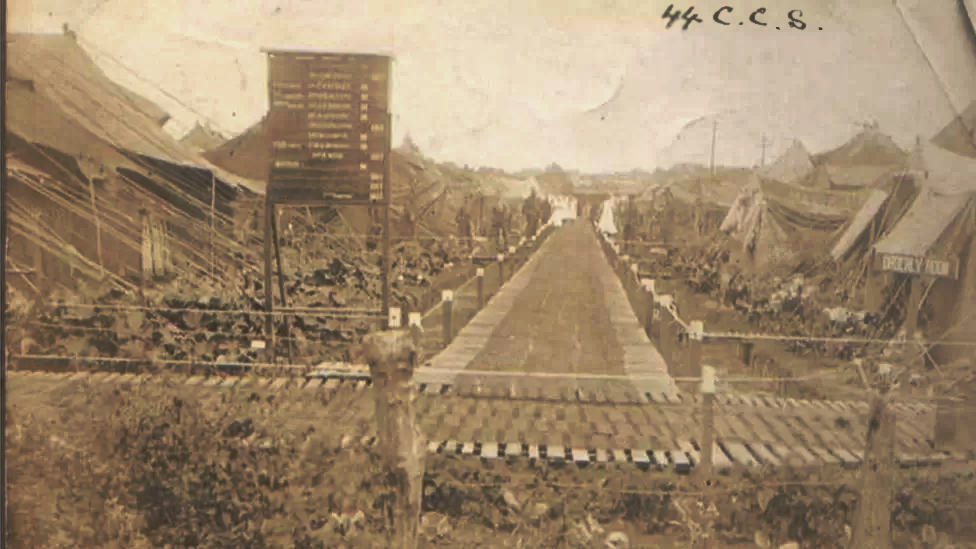
Le centre d'évacuation des blessés no 44 (44 CCS) photographié par l'aumonier Leonard Thomas Pearson dans la région d'Ypres (peut-être en 1918).

Le 4 août 1914, le gouvernement britannique déclare la guerre à l'Allemagne et renforce le Territorial Force Nursing Service (en) et le Queen Alexandra's Imperial Military Nursing Service (QAIMNS) en vue d'assurer les soins à l'intérieur et à l'extérieur du pays. Nellie Spindler, sa formation terminée, s'enrôle comme réserviste au Queen Alexandra's Imperial Military Nursing Service (Service infirmier militaire impérial de la Reine Alexandra) en octobre 1915. Nellie vient d'avoir 24 ans mais il en faut 25 accomplis pour pouvoir s'y inscrire. Nellie ment alors sur son âge et déclare être née en 1889. Elle reçoit une réponse positive fin 1915. Elle est affectée au Whittington military Hospital (en) à Whittington près de Lichfield dans le Staffordshire en tant qu'infirmière militaire qualifiée de réserve. En 1917, elle est finalement acceptée pour le service actif outre-mer et embarque à Ramsgate, le 23 mai 1917. Elle est dans un premier temps affectée au Havre au No. 2 British General Hospital puis au No. 42 Stationary Hospital établi à Abbeville en France,. 
C'est à cette époque, lors d'une permission, qu'elle visite la Cathédrale Notre-Dame d'Amiens pour découvrir la sculpture de l'ange pleureur de Nicolas Blasset dont la symbolique parlait aux gens en ces temps de guerre. Après sa visite, elle achète deux petites effigies de la statue sous forme de pendentif. Elle en adresse un à sa maman et demande à sa petite sœur Lillie si elle serait également contente d'en recevoir un.
Peu de temps après, elle est affectée à la Casualty Clearing Station (en) (CCS) no 44 (des hôpitaux de campagne avancés au plus proche de la ligne de front) qui ne tarde pas à être déplacé par train, le 19 juillet 1917, à Brandhoek, un petit hameau proche de Poperinge en Belgique. L'hôpital s'y installe ainsi au plus proche du front, à proximité d'un nœud ferroviaire et d'un dépôt de munitions. Le 31 juillet 1917, se déclenche l'une des offensives les plus meurtrières de la Première Guerre mondiale : la Bataille de Passchendaele. La seule première journée fait 6 869 blessés et nécessite 582 interventions chirurgicales pratiquées par les chirurgiens des 3 CCS de la région.

### le 21 août 1917

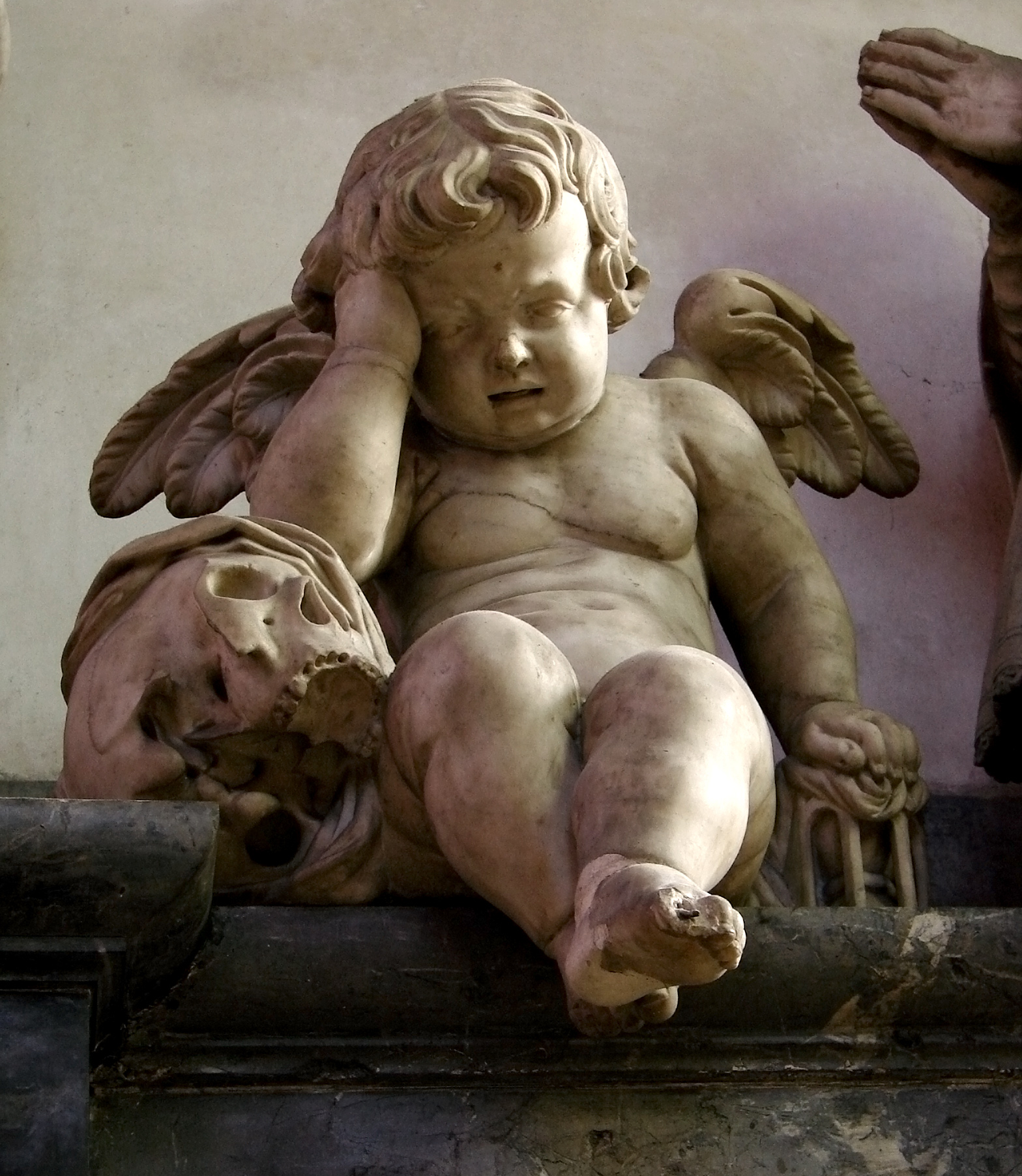
L'ange pleureur de Nicolas Blasset.

La nuit qui précède, un bombardement continu et soutenu fait rage. C'était comme si l'hôpital était directement la cible des bombardements. Les blessés affluent, infirmières, médecins et chirurgiens de garde travaillent toute la nuit. Vers 10 heures du matin, exténuée, Nellie Spindler part dans sa tente pour essayer de grapiller quelques heures de sommeil. Le bombardement ne discontinue pas. Vers 11 heures, un obus explose à proximité de sa tente, un shrapnel lui traverse le corps de part en part, depuis le dos, jusqu'à la poitrine à proximité du cœur.  Au moins une artère est touchée et elle saigne abondamment. Elle perd ensuite connaissance. Sa supérieure, Minnie Wood, également de Wakefield, tente de lui prodiguer des soins mais son état est désespéré. Nellie Spindler meurt, dans ses bras, 20 minutes plus tard à 11 h 20,,. Son certificat de décès mentionne qu'elle fut tuée à l'ennemi.
Ses funérailles ont lieu le lendemain, au cimetière militaire de Lijssenthoek (en) où elle est l'unique femme parmi plus de 10 000 hommes. Les honneurs lui sont rendus en présence d'une centaine d'officiers et de 4 généraux. Un clairon sonne le Last Post. Quelques jours plus tard, Minnie Wood, l'infirmière chef, écrit aux parents de Nellie :

« Avant que vous ne receviez cette lettre, j'espère que vous avez déjà appris la grande perte que vous avez subie. Je ne sais pas quoi vous dire, car je ne peux pas exprimer mes sentiments par écrit et aucun de mes mots ne peut adoucir le choc. Il y a une consolation pour vous : votre fille a perdu connaissance immédiatement après avoir été frappée, et elle est décédée parfaitement paisiblement à 11 h 20 - juste vingt minutes après. J'étais avec elle à ce moment-là, mais [après] la première ou les deux premières minutes, elle ne m'a plus reconnu. C'est une grande chance qu'elle ait été inconsciente de ce qui l'entourait, car les obus ont continué à tomber pendant le reste de la journée, - Minnie Wood »

Ses parents avaient déjà reçu un télégramme officiel les informant du décès de leur fille. Deux jours plus tard, ils reçurent une lettre de leur fille. L'enveloppe contenait un petit pendentif représentant un ange en pleurs. La lettre de Minnie leur parvint seulement quelques jours plus tard.
Nellie Spindler est l'une des deux seules infirmières britanniques enterrées en Belgique, la seconde étant Elsie Mabel Gladstone, morte d'une pneumonie, le 24 janvier 1919 et enterrée à Belgrade. Le corps d'Edith Cavell est quant à lui exhumé et ramené en Angleterre, le 14 mai 1919.

## Commémorations et hommages

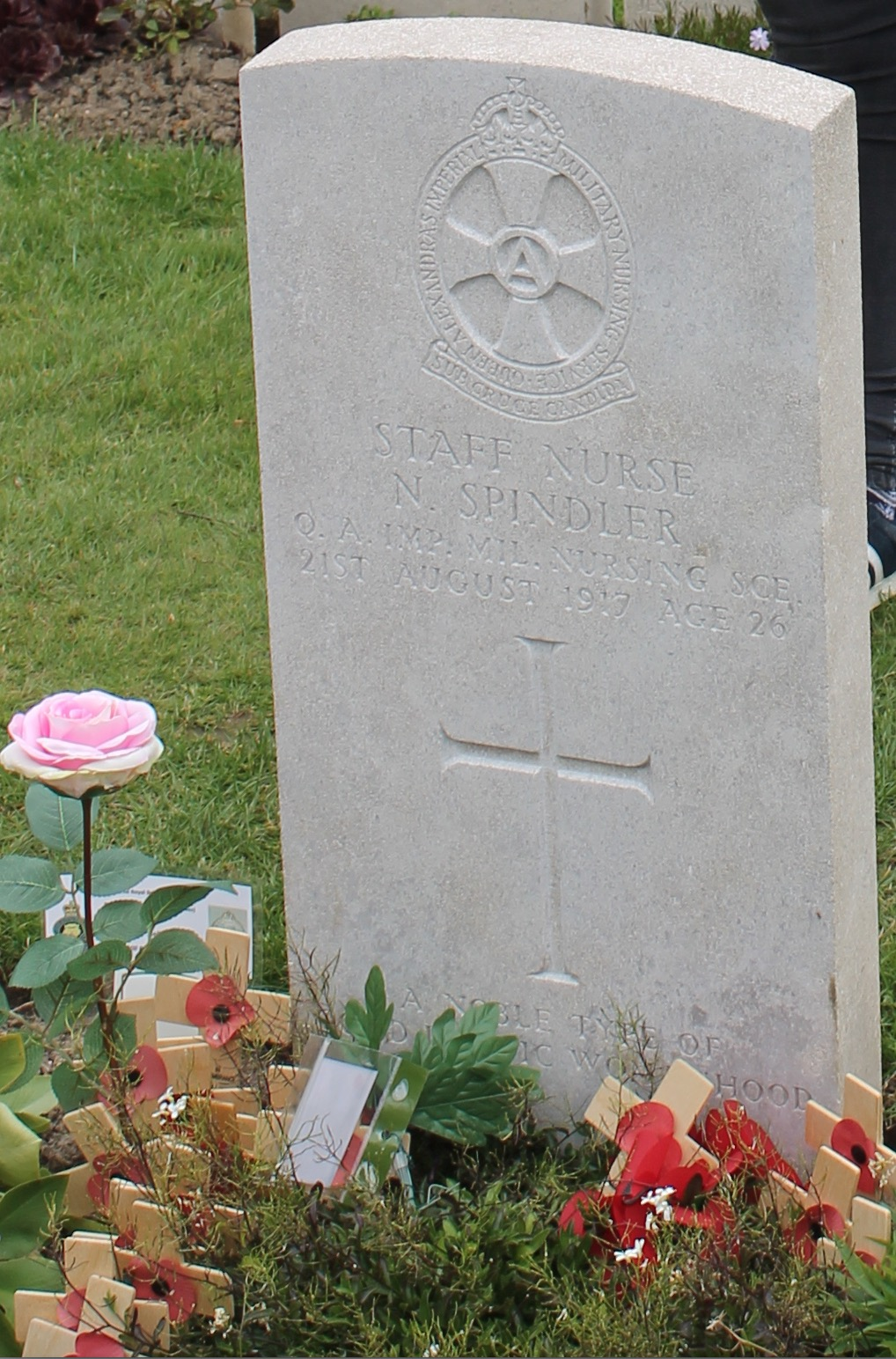
La sépulture de la Staff nurse Nellie Spindler (XVI. A. 3) photographiée en 2017.

- Sa pierre tombale porte l'inscription « A noble type of good heroic womanhood ».
- Son nom figure dans la Cathédrale d'York au pied de la Five Sisters window (en) dédiée depuis les années vingt à toutes les femmes britanniques mortes en service durant la Première Guerre mondiale.
- En 2017, pour le centenaire de sa mort, une commémoration est organisée à l'Hôpital St James à Leeds. Une plaque (blue plaque) est apposée sur sa maison natale à Wakefield
- En 2017, le groupe Harp and a Monkey lui dédie une chanson : (en) [vidéo] « Clean white sheets (the Nelly Spindler song) », sur YouTube, 15 août 2017.
- En 2018, une rue de Wakefield porte désormais son nom : Nellie Spindler drive.
- En 2020, la commune de Berthen, Hauts-de-France donne son nom à une rue d'un nouveau lotissement : Rue Nellie Spindler.

## Archives
Son dossier d'archives du QAIMNS est conservé aux Archives nationales du Royaume-Uni. Sa référence est le n° WO 399/7850.

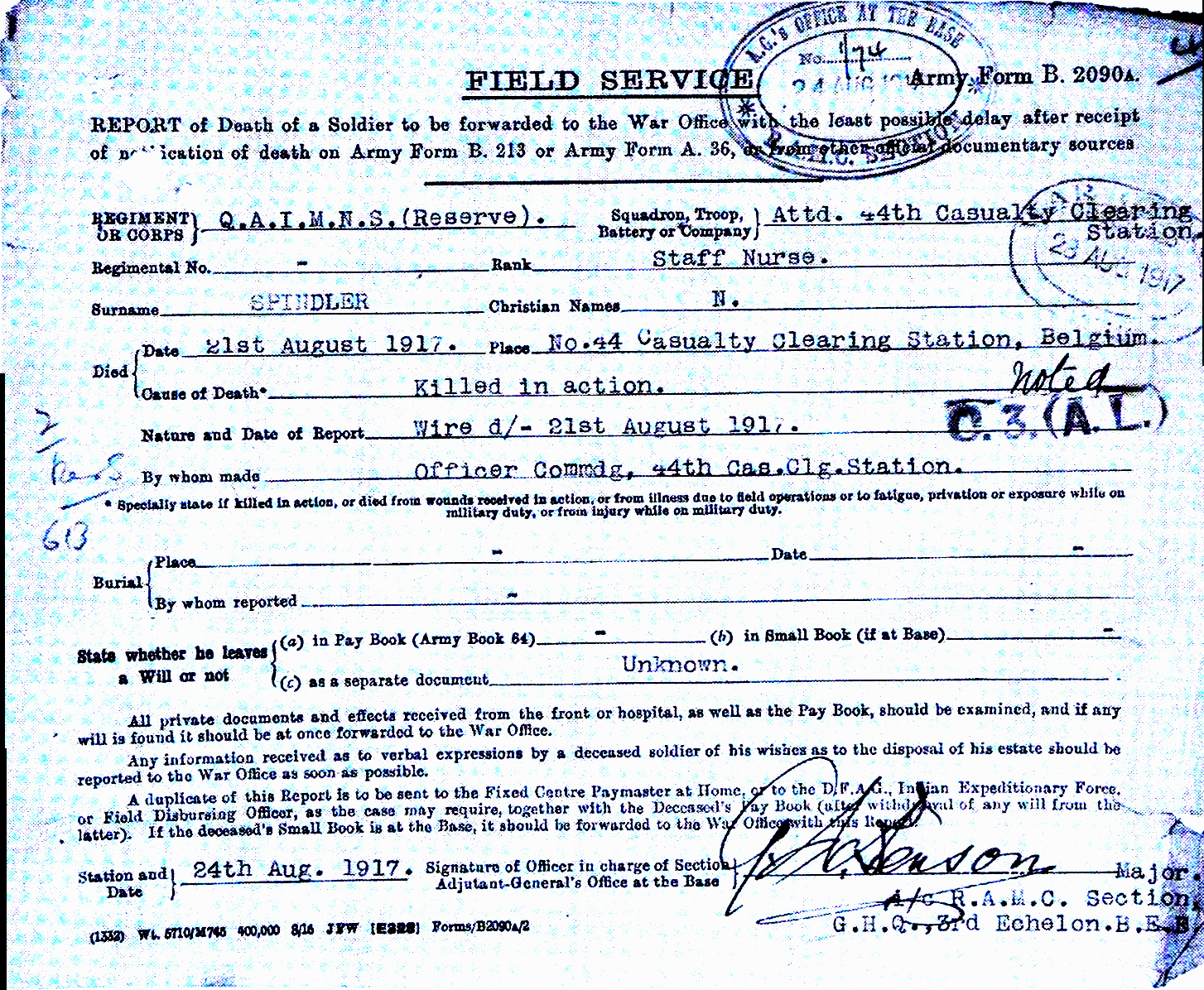
Rapport de décès de Nellie Spindler la mentionnant tuée à l'ennemi (killed in action).